# 乙酰丙酮铱(III)
乙酰丙酮铱(III)是一种配位化合物，化学式为Ir(O2C5H7)3，可简写Ir(acac)3。乙酰丙酮铱(III)是一种橙黄色固体，可溶于有机溶剂中，其分子具有D3对称性。它可由三水合三氯化铱和乙酰丙酮反应制得。六氯合铱(IV)酸经抗坏血酸还原后，和乙酰丙酮的弱碱性溶液（氨水调节pH至7~8）反应，也能得到乙酰丙酮铱(III)。